# 香港靈糧堂

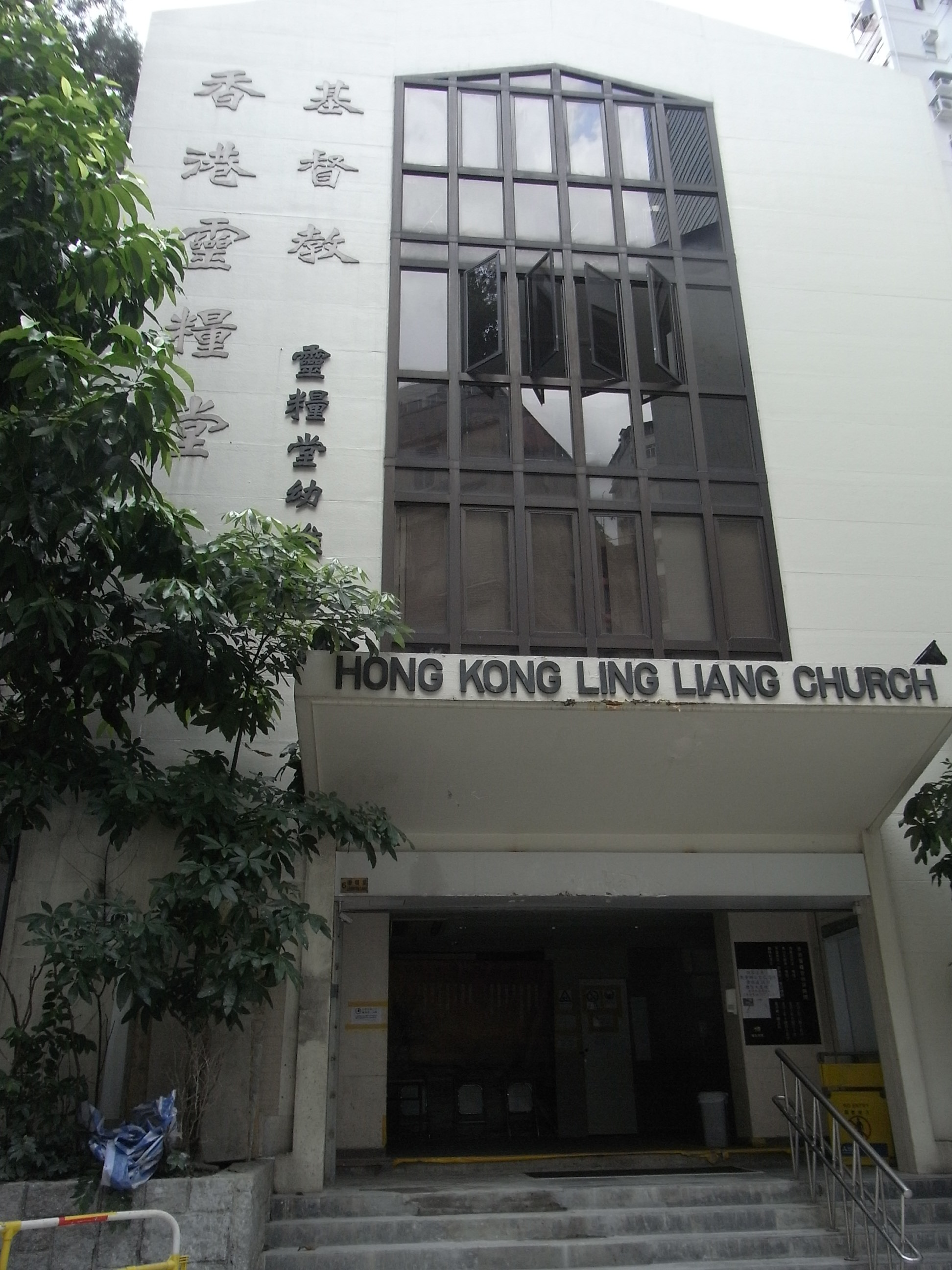
銅鑼灣香港靈糧堂

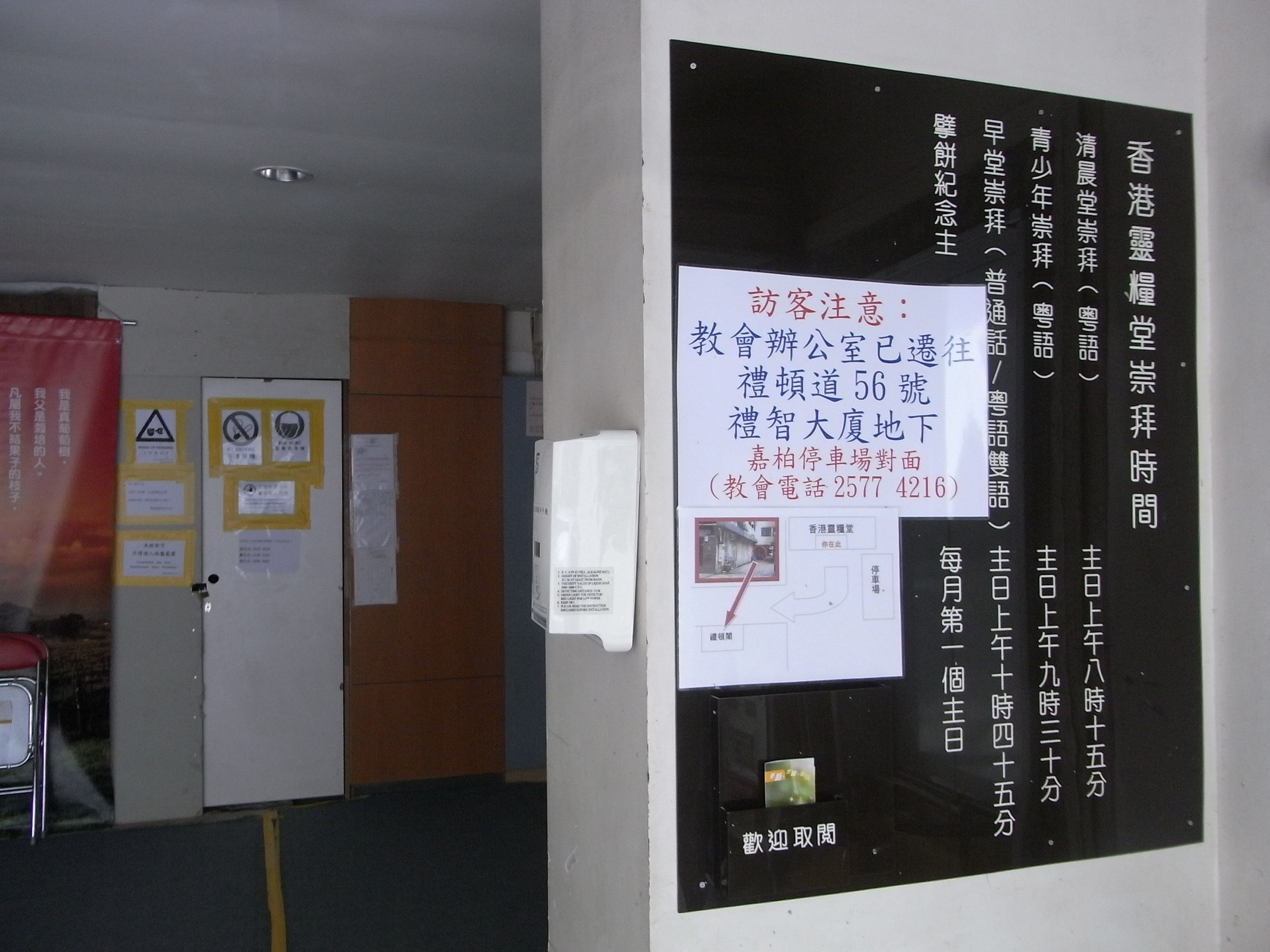
銅鑼灣香港靈糧堂

香港靈糧堂（英語：Hong Kong Ling Liang Church），基督教靈糧世界佈道會成員，是由趙世光牧師在1959年5月31日於香港創立。香港靈糧堂亦為總堂，位於香港銅鑼灣禮頓道禮頓里6號。建堂宗旨“往普天下去傳福音給萬民聽，並建立基督的教會”，多年來該教會積極展開佈道工作，成為香港及海外的宣教基地。香港靈糧堂屬下有大埔靈糧堂、東涌靈糧堂、藍田靈糧堂，附設的幼兒教育學校、小學及中學共8間，並在馬來西亞設立古晉靈糧堂。

## 歷史
- 1942年，趙世光牧師在上海創立中國基督教靈糧世界佈道會。1949年10月，趙牧師轉赴香港，曾租借香港島娛樂戲院舉行復興佈道會，其後建立九龍靈糧堂。1959年5月31日，香港靈糧堂新堂落成。
- 相繼成立馬鞍山靈糧堂、大埔靈糧堂、東涌靈糧堂。
- 1995年，在馬來西亞建立古晉靈糧堂。

## 組織

### 教會
香港堂與分堂：
- 香港靈糧堂（主堂，位於銅鑼灣禮頓道）
- 大埔靈糧堂
- 東涌靈糧堂
- 藍田靈糧堂
- 荃灣靈糧堂
- 馬鞍山靈糧堂
- 鑽石山靈糧堂
- 荔枝角靈糧堂

新界五堂
- 洪水橋靈糧堂
- 屯門靈糧堂
- 元朗靈糧堂，位於元朗大馬路
- 元福靈糧堂，位於元朗擊壤路
- 元光靈糧堂，位於元朗

獨立堂會
- 九龍靈糧堂，位於九龍城嘉林邊道
- 主恩靈糧堂，位於九龍城界限街
- 旺角靈糧堂
- 沙田靈糧堂

其他
- 西環靈糧堂
- 將軍澳主恩堂
- 古晉靈糧堂（馬來西亞）

### 屬下教育組織

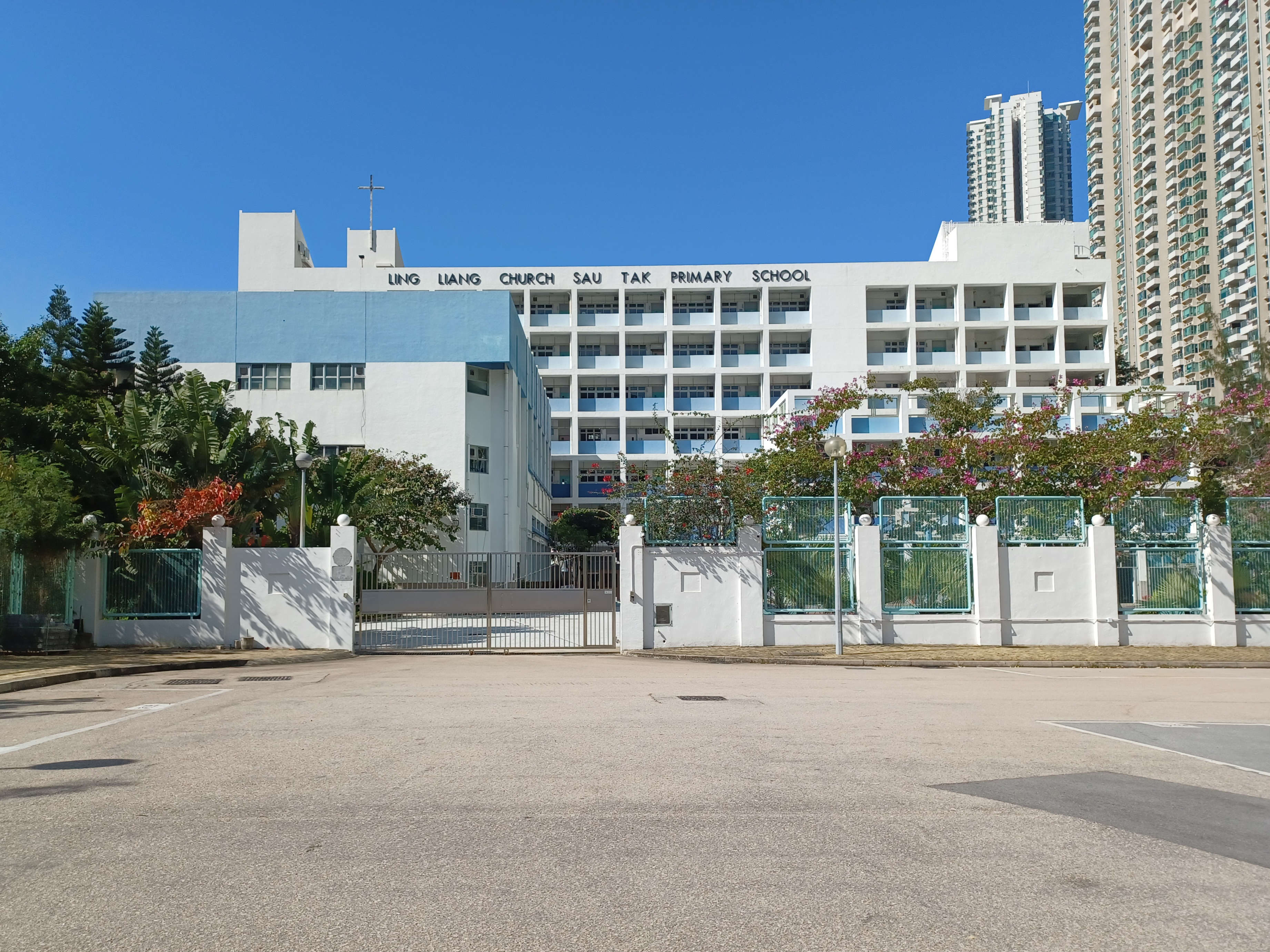
靈糧堂秀德小學

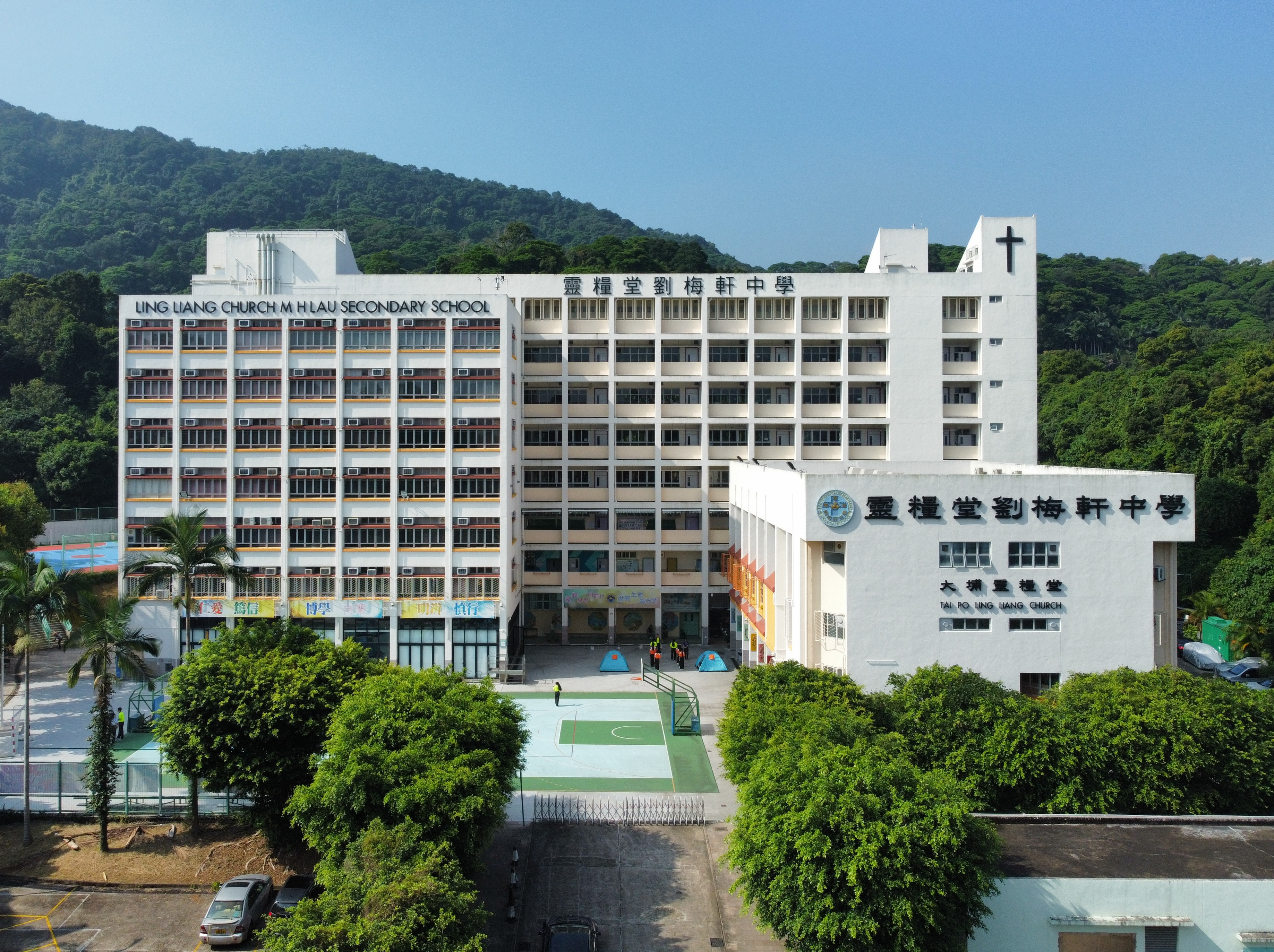
靈糧堂劉梅軒中學

- 香港靈糧堂幼稚園
- 藍田靈糧幼稚園
- 馬鞍山靈糧幼稚園
- 鑽石山靈糧幼稚園
- 香港靈糧堂荃灣幼稚園
- 香港靈糧堂秀德幼稚園
- 馬鞍山靈糧小學
- 靈糧堂秀德小學
- 靈糧堂劉梅軒中學
- 靈糧堂怡文中學

## 對靈恩派之立場
香港靈糧堂於教會網頁列明香港靈糧堂宗派對靈恩派之立場，以回應近親臺北靈糧堂香港分堂（如香港611靈糧堂、大埔611靈糧堂）與其他靈恩運動所產生之教會，視之為劃清界線。
臺北靈糧堂及其全球分堂都不是基督教靈糧世界佈道會的成員。

## 外部連結
- 香港靈糧堂 （页面存档备份，存于）
- 香港靈糧堂 昔日網站
- 大埔靈糧堂
- 東涌靈糧堂 （页面存档备份，存于）
- 荃灣靈糧堂 （页面存档备份，存于）
  - 荃灣靈糧堂基教部網頁一
  - 荃灣靈糧堂基教部網頁二
  - 荃灣靈糧堂基教部網頁三